# Demokratska stranka naroda
Demokratska stranka naroda (DSN) je politički pokret Srba i lica srpskog porekla u Hrvatskoj.

## Program
- Demokratska stranka naroda štiti interese svih građana Republike Hrvatske koji su diskriminirani i nereprezentirani.
- DSN posebno zastupa interese srpskog naroda u Hrvatskoj, ljudi delimično srpskog porekla, kao i ljude koji se deklarišu kao Jugoslaveni.
- Demokratska stranka naroda se protivi klevetanju ljudi po nacionalnom osnovu, govora mržnje, nacionalističkih parola i promicanja pristrane istorijske istine.
- Demokratska stranka naroda poziva na prestanak negativnog gledanja na srpski nacionalni pokret iz 1990. iskljjučivo u negativnom svetlu, i zalaže se da se srpskom narodu omogući da javno iznosi svoja stanovišta.
- DSN se zalaže da se ljudima koji su bili u regionalnim vojnim formacijama u srpski kontroliranim teritorijama prizna status hrvatskih branitelja i sve što s tim ide.
- DSN poziva na potpunu aboliciju progona stvarnih i navodnih ratnih zločinaca, jer to unosi nemir u narod, i umesto toga da se osnuje „Komisija za istinu i pomirenje” koja bi istraživala šta se dogodilo, bila sastavljena od ljudi različitih nacionalnosti, ali ne bi se niko kažnjavao.
- Demokratska stranka naroda poziva da se srpskom narodu u Hrvatskoj omogući regionalna autonomija na područjima gde su do 10. 4. 1941. bili u većini
- DSN štiti prava svih nacionalnih, verskih, rasnih, polnih i drugih manjina i poziva ih da se ujedine u smislu zaštite ljudskih i građanskih prava.
- DSN promiče socijalističko društveno uređenje, ukidanje pretvorbe i privatizacije, povrat društvene imovine i ograničenje privatnog vlasništva u razumne okvire.
- Demokratska stranka naroda će ustrajati u izgradnji pravednog društva u kojemu će svaki čovek biti sretan i slobodan i neće biti gladi, nepravde i nasilja.
- DSN štiti prirodnu okolinu, organsku poljoprivredu i protivi se veštačkim đubrivima i GMO.
- Demokratska stranka naroda protivi se militarizmu, kupovanju naoružanja, vojnoj industriji, članstvu u vojnim savezima, i traži da se zabrani pod pretnjom najstrožih kazni svako pozivanje na rat i ratno huškanje, posebno od strane odgovornih osoba.

## Spoljašnje veze
- Demokratska stranka naroda Архивирано на веб-сајту  (27. новембар 2017)